# Центральна нервова система

Центральна Нервова Система людини (2), головний мозок (1), спинний мозок (3)

Центра́льна нерво́ва систе́ма (ЦНС) — система органів людей та тварин, побудована з нервових клітин, яка координує функціонування та взаємозв'язок усіх інших органів та систем органів організму. Центральна нервова система може бути вузлового та трубчастого типів.
Загалом ЦНС поділяється на такі сім частин: півкулі мозку (ліва та права), проміжний мозок, середній мозок, мозочок, довгастий мозок, спинний мозок; при цьому перші шість частин об'єднуються під назвою головного мозку. Через усі ці структури проходить система порожнин, заповнених мозковою рідиною, або ліквором — мозкових шлуночків. Ці шлуночки походять від суцільного просвіту, що в ході ембріонального розвитку утворюється при змиканні первинної нервової пластинки в нервову трубку.
Довгастий мозок, міст та середній мозок разом називаються стовбуром головного мозку та оточують 4-й мозковий шлуночок (довгастий мозок та міст) та мозковий водогін (середній мозок). Проміжний мозок та півкулі разом називаються переднім мозком і містять у собі третій та бокові (лівий та правий) шлуночки відповідно. До 4-го шлуночку головного мозку приєднаний заповнений такою самою рідиною спинномозковий канал, що йде по всій довжині спинного мозку.

## Гістологія
Центральна нервова система утворена з нервової тканини, у ній розрізняють два основні типи клітин: власне нейрони та нейроглія. Перші виконують роль сприймання, переробки й подальшої передачі інформації. У нейроглії розрізняють чотири основних підтипи клітин, вони виконують роль підтримки життєздатності й функціонування нейронів.